# Barbara Seibert
Barbara Seibert (* 7. März 1955 in Freiburg; † 25. Februar 2019 in Hamburg) war eine deutsche Unternehmerin, Geografin und Gründerin der Förderinitiative Young Migrant Talents (YMT), aus der später das Elbinstitut Hamburg hervorgingen, das bis 2019 bestand. 
Zwischen 2010 und 2012 stand die Initiative unter der Schirmherrschaft von Eckart Kottkamp (VDMA), seit 2012 unter der von Ole von Beust, ehemaliger Erster Bürgermeister Hamburgs.  
2013 wurde die Initiative als „Ausgezeichneter Ort“ im Wettbewerb Deutschland – Land der Ideen prämiert.
Seiberts Arbeit wird als ein Beispiel für Integrations- und Talentförderung für Kinder mit Migrationshintergrund außerhalb des klassischen Schulsystems beschrieben.

## Young Migrant Talents / Elbinstitut Hamburg
2006 entwickelte Seibert das Konzept eines philosophisch-pädagogischen Schülerforums zur Förderung von Jugendlichen mit Migrationshintergrund, das im Herbst desselben Jahres in einer Pilotphase an der Schule Königstraße in Hamburg-Altona erprobt wurde.  
Am 5. April 2007 erfolgte die formelle Gründung des Vereins Forum – Young Migrant Talents e. V.; die offizielle Eröffnung fand am 12. November 2007 statt. Ziel war es, bildungsstarke Jugendliche mit Zuwanderungsgeschichte gezielt zu unterstützen – unabhängig von schulischen Noten – und ihre Potenziale durch individuelle Förderpläne, Lernkreise, Mentoring und Netzwerkarbeit zu entwickeln.  
2012 wurde das Projekt in Elbinstitut Hamburg umbenannt. Die Arbeit umfasst Akademien, Seminare, Studienreisen, Projekte mit künstlerischem und wissenschaftlichem Fokus sowie Integrationsangebote für Geflüchtete.

## Wirkungsweise
Seiberts Ansatz zielt darauf, Talente zu identifizieren, die vom Schulsystem oft übersehen werden. Die Förderung basiert auf Vertrauen, respektvollem Dialog und Anerkennung individueller Stärken. Jugendliche erhalten Unterstützung durch Mentoren, die sowohl fachlich als auch kulturell als Vorbilder wirken.  
Der Spiegel berichtete 2010 über Teilnehmer, die durch das Programm innerhalb weniger Monate deutliche schulische und persönliche Fortschritte erzielten. Der Deutschlandfunk hob 2013 hervor, dass YMT „nicht nach Noten“ schaue, sondern Freiräume und Denkimpulse gebe.  
Die Frankfurter Allgemeine Zeitung beschrieb 2013 in einem Beitrag die Arbeit des Elbinstituts am Beispiel eines afghanischen Märchenprojekts als Brücke zwischen kulturellem Erbe und moderner Bildungsarbeit.  

## Veröffentlichungen
- Glokalisierung. Ein Begriff reflektiert gesellschaftliche Realitäten. LIT Verlag, Münster 2016, ISBN 978-3-643-13587-2.
- Herausgeberin von Elite im Kommen (2009) sowie der Newsletter-Reihe Der Beitrag. Notizen einer glokalen Gesellschaft (2014–2015).[4]

Seibert prägte den Begriff Glokalisierung als Konzept für die Verbindung lokaler Besonderheiten mit globaler Offenheit und hielt dazu 2018 einen Fachvortrag im Kulturhaus Eppendorf in Hamburg.